# XCSoar
XCSoar ist ein Endanflugrechner mit Moving-Map für die Betriebssysteme Android, Linux, Windows und Windows CE. Ursprünglich wurde es als kommerzielle Software veröffentlicht, bis Anfang 2005 der Quellcode freigegeben wurde. Eine Open-Source-Community hat sich des Codes angenommen, ihn verbessert und weiterentwickelt.
XCSoar hat seit dieser Zeit viele neue Features erhalten, die nun auch in den meisten Fällen vergleichbar mit den bekannten kommerziellen Produkten sind und teilweise darüber hinausgehen.